# Regency Enterprises
Regency Enterprises (znana wcześniej jako Regency International Pictures i Embassy International Pictures NV) – amerykańska niezależna wytwórnia filmowa założona w 1982 roku przez izraelskiego biznesmena Arnona Milchana.

## Historia

### 1982–1991: Początki działalności
Regency została założona w 1982 roku przez Arnona Milchana pod nazwą Embassy International Pictures NV, wytwórnia posiadała taką nazwę aż do 1989 roku. Wtedy wytwórnia nie miała umowy dystrybucyjnej na produkcję filmów z takimi firmami jak m.in. 20th Century Fox, Columbia Pictures, TriStar Pictures, Universal Pictures, Warner Bros. Pictures, Touchstone Pictures, The Ladd Company czy Vestron Pictures. Wytwórnia wyprodukowała takie filmy jak m.in. Dawno temu w Ameryce z 1984 roku oraz Pytania i odpowiedzi z 1990 roku. Regency została zamknięta w 1991 roku.

### od 1991: Regency Enterprises i New Regency
Arnon Milchan przemianował Regency International Pictures na Regency Enterprises, oprócz podpisania umowy dystrybucyjnej z Warner Bros., została założona również druga spółka zależna New Regency Productions. Wcześniej posiadająca biura na parceli Warner Bros., New Regency znajduje się teraz na parceli 20th Century Studios. New Regency produkuje głównie filmy i wyprodukował ponad 100 filmów, wyprodukował takie filmy jak m.in. Zniewolony z 2013 roku, Birdman z 2014 roku oraz Zjawa z 2015 roku, za co firma była nominowana dwukrotnie do Nagrody Akademii Filmowej oraz trzy inne nominacje.
Córka założyciela firmy, Alexandra Milchan stała na czele ich odgładzenia Regency Vision, pierwotnie zamierzonego jako konkurent dla firm takich jak: Fine Line Features i New Line Cinema.
We wrześniu 1997 roku Arnon Milchan podpisał 15-letni pakt dystrybucyjny z 20th Century Fox na całym świecie we wszystkich mediach poza zagranicznymi prawami telewizyjnymi, tym samym kończąc poprzednią współpracę z Warner Bros. (1991-1999). Firma macierzysta 20th Century Fox, News Corporation (obecnie Walt Disney Studios) przekazała 200 milionów dolarów w New Regency w zamian za 20% udziałów w firmie. W 2011 roku Fox i New Regency przedłużyły pakt na jedenaście lat, aż do 2022 roku.
W 1999 roku dyrektor wykonawczy New Regency, David Matalon dołączył do rady nadzorczej międzynarodowej firmy sportowej Puma. W tamtym czasie Regency była największym pojedynczym akcjonariuszem firmy, posiadającym ponad 25% udziałów. Założyciel Regency, Arnon Milchan również był właścicielem akcji Pumy, które później sprzedał za 676 milionów dolarów w maju 2003 roku.
21 maja 2008 roku firma zatrudniła Hutcha Parkera jako współprzewodniczącego studia. Parker opuścił stanowisko 11 stycznia 2012 roku.
Firma The Walt Disney Company odziedziczył udziały Foxa w Regency Enterprises i New Regency Productions po przejęciu przez Disneya aktywów 21st Century Fox w dniu 20 marca 2019 roku.

## Jednostki zależne
- New Regency Productions (80%)[9]
- Regency Television (50%)